# 老师嫁老大
《老师嫁老大》(Ah Long Pte Ltd) 是新加坡導演梁智強執導，李國煌及范文芳主演，以幫派為題材的喜劇電影。由新加坡的新传媒星霖电影、马来西亚的衛訊製作及东方天歇电影联合制作，全程在马来西亚拍摄。這是 Double Vision 第一次製作的中文電影，也是馬來西亞和新加坡第一次合作投資的電影。

## 简介
本电影讲述一个娘娘腔舞蹈老师和一个黑社会大姐大的故事。

## 劇情簡介
曾經在黑道中叱吒一時的風雲人物陳軍，決定退出自己一手創立的龐大黑社會貸款組織(大耳窿)“少和幫”，毅然把這個稱霸新馬兩地的大耳窿集團交棒給其幫內愛徒女將立華手上。 
外表男性化的立華，是個相當有遠見的組織領導人，她認為幫會若繼續採取暴力手段來向借貸人追收所欠貸款，幫會將很快就會被警方盯上而宣告瓦解。因此，立華在接棒上位後，便坐言起行，即刻在幫會裏展開一連串的革新行動。然而，這些改革卻招來陳軍暗地裏不滿。
方老師是一位舞蹈老師，個性雖然有一點娘娘腔，但為人熱心，樂於助人。在一次意外中邂逅立華，並因為立華母親的施壓和她幫會裏的助手皇帝、兵頭的威逼利誘，他在百般無奈之下，被逼迎娶了立華為妻，但是二人之間始終沒有深厚的夫妻感情。
青龍幫幫主知道陳軍對立華在幫會裏的行事作風頗有微言，便不懷好意的趁機挑撥離間，欲拉攏陳軍過去幫他。狡猾的陳軍表面上不接受其獻意，甚至故意與立華和好，然而少和幫的噩耗卻從此連二接三地發生……

## 主要演员
- 李国煌 - 方佐佐 [後被迫嫁給王立華，誤打誤撞成為少和幫決策人之一]
- 范文芳 - 王立華 [少和幫老大陳軍得力助手，後為少和幫老大，最後被判監禁10年]
- 刘谦益 - 陳軍 [本片终极大反派，少和幫前任老大，後因想做回老大，與洪青龍勾結陷害王立華，方佐佐，皇帝和兵頭，並殺害洪青龍，最後被判死刑]
- 林德荣 - 洪清龍 [本片第二大反派，青龍幫老大，最後被陳軍殺害]
- 黄国强 - 兵頭 [王立華得力助手，最後被判監禁8年]
- 陈家風 - 皇帝 [王立華得力助手，最後被判監禁8年]
- 黎明 - 立華母親
- 高艺 - 復仇少女 [曾經被少和幫搞得家破人亡，誓要向陳軍，王立華，皇帝，兵頭報滅門之仇]（客串尾段）
- 梁智強- 殺手搖滾搭配師被人拿刀才好好作

## 外部連結
- 香港影庫上《老师嫁老大》的資料（繁體中文）